# Guldgallret
Guldgallret är ett pris som tilldelas Hockeyallsvenskans bästa junior, framröstad genom allmän omröstning och av jurymedlemmar från Hockeyallsvenskan, C More, Svenska Ishockeyförbundet, Sportbladet och tidningen Hockey. 

## Bakgrund
Priset instiftades till säsongen säsongen 2009/2010, och delades då ut av Hockeyallsvenskan i samarbete med Viasat Hockey. Från säsongen 2015/2016 delas det ut i samarbete med C More, då de innehar sändningsrättigheterna från och med denna säsong. Den klubb som har den vinnande junioren tilldelas 100 000 kronor i prispeng av C More för sin satsning på juniorer.

## Jury
- Tomas Ros, Sportbladet
- Uffe Bodin, Hockeysverige
- Johan Svensson, Expressen/MrMadhawk
- Andreas Hanson, Mittmedia/Hockeypuls
- Mike Helber, C More
- Harald Lückner, C More
- Frida Nordstrand, C More
- Sonny Lundwall, Ligachef Hockeyallsvenskan
- Tommy Boustedt, Generalsekreterare Svenska Ishockeyförbundet
- Nicklas Lidström, F.d professionell ishockeyspelare
- Tomas Montén, Förbundskapten Juniorkronorna
- Jonas Gustavsson, Hockeyallsvenskan.se

## Vinnare
- 2010 – Fredrik Pettersson-Wentzel, Almtuna IS
- 2011 – Markus Ljungh, VIK Västerås HK
- 2012 – William Karlsson, VIK Västerås HK
- 2013 – Filip Forsberg, Leksands IF [2]
- 2014 – Lukas Bengtsson, Mora IK [3]
- 2015 – Robin Kovács, AIK[4]
- 2016 – Robin Kovács, AIK[5]
- 2017 – Jonathan Dahlén, Timrå IK [6]
- 2018 – Jacob Olofsson, Timrå IK
- 2019 – Samuel Ersson, Västerås Hockey [7]
- 2020 – Mattias Norlinder, MoDo Hockey
- 2021 – Calle Clang, Kristianstads IK
- 2022 – Emil Andrae, HV71
- 2023 – Carl Lindbom, Djurgårdens IF
- 2024 – Damian Clara, Brynäs IF